# Demetrij I. Soter
Demetrij I. (starogrško Δημήτριος  Α', latinizirano: Demétrios I) z vzdevkom Soter (starogrško Σωτήρ, latinizirano: Sotér, dob. 'Rešitelj') je bil od septembra/oktobra 161 do junija 150 pr. n. št.  vladar helenističnega Selevkidskega cesarstva, * 185 pr. n. št., † 150 pr. n. št.

## Življenjepis

### Talstvo v Rimu in pobeg
Demetrija so med vladanjem njegovega očeta Selevka IV. Filopatorja in matere Laodike IV. poslali v Rim za talca. Ko je leta 175 pr. n. št. finančni minister Heliodor umoril Demetrijevega očeta, je njegov stric Antioh IV. Epifan ubil uzurpatorja in sam uzurpiral prestol. Po Antiohovi smrti leta 163 pr. n. št. je Lizij za njegovaga naslednika ustoličil Antiohovega devetletnega sina Antioha V. Eupatorja. 
Demetrij je bil takrat star 22 let. Od Rimskega senata je zahteval, da se mu vrne sirski prestol, a je bil zavrnjen, ker so Rimljani menili, da mora v Siriji vladati otrok in ne moški. Dve leti pozneje je moč Antioha V. močno oslabela, ker je Rim preko svojega poslanca potopil njegove ladje in prerezal podkolenske kite njegovim slonom, češ da je prekršil določila Apamejskega sporazuma in nakopičil preveč orožja. Demetrij je pobegnil iz ujetništva in bil leta 161 pr. n. št. sprejet za sirskega kralja. Takoj zatem je ubil Antioha V. in Lizija.

## Vladanje
Demetrij I.  je zaradi svoje zmage nad Makabejci in uboja Jude Makabeja leta 160 pr. n. št. v judovski zgodovini zapisan kot zloglasen vladar. Vzdevek Soter ali Odrešenik je dobil od Babiloncev, ki jih je rešil iz tiranije medijskega satrapa Timarha. Timarh, ki je uspešno branil Medijo pred Parti, je izkoristil Demetrijev prihod na prestol kot izgovor, da se je razglasil za neodvisnega kralja in razširil svoje kraljestvo v Babilonijo. Njegove sile niso bile dovolj močne, da bi se uprle Demetrijevi vojski. Demetrij ga je leta 160 pr. n. št. porazil in ubil. Kapadoškega kralja Ariarata je odstavil in začasno spet združil Selevkidsko cesarstvo. 
V tem času se je morda poročil s svojo sestro Laodiko V., s katero je imel tri sinove: Demetrija II. NIkatorja, Antioha VII. Sideta in Antigona.

### Padec in smrt
Demetrijev padec je mogoče pripisati Herakleidu, preživelemu bratu poraženega upornika Timarha, ki se je zavzemal za Alekandra Balasa, fanta, ki je trdil, da je biološki sin Antioha IV. Epifana. Herakleid je prepričal Rimski senat, da je odprl mladega pretendenta proti Demetriju I.
Veliko vlogo pri propadu Demetrija I.  so imeli tudi Judje. Aleksander Balas se je izkrcal z najemniško vojsko in zasedel Akro in leta 152 pr. n. št. zavladal kot rivalski selevkidski kralj. Za vrhovnega duhovnika Judeje je imenoval Jonatana Makabejca, brata in naslednika Jude Makabejca, da bi Judje postali njegovi zavezniki. Ko je Demetrij izvedel za njegovo imenovanje, je Jonatanu pisno odobril več privilegijev (1 Mkb 10,25-45), vendar mu Judje zaradi njegovih preteklih preganjanj Judov niso verjeli. Pridružili so se Balasu, ki je leta 150 pr. n. šr. Demetrija I. premagal in ubil.